# Chasing Pavements
«Chasing Pavements» — другий сингл дебютного студійного альбому британської соул-співачки Адель — «19». Сингл вийшов 14 січня 2008.

## Список композицій
Великобританський CD-сингл / 7" грамофонна платівка
1. "Chasing Pavements" – 3:31
2. "That's It, I Quit, I'm Movin' On" (live) – 2:12

## Чарти
Тижневі чарти
| Чарт (2008-2009)                                                        | Позиція |
| ----------------------------------------------------------------------- | ------- |
| Австрія (Ö3 Austria Top 40)                                             | 56      |
| Бельгія (Фландрія) (Ultratop)                                           | 10      |
| Бельгія (Валлонія) (Ultratop)                                           | 21      |
| Канада (Canadian Hot 100) (Billboard)                                   | 28      |
| Чехія (Rádio Top 100) (IFPI)                                            | 27      |
| Данія (Tracklisten)                                                     | 8       |
| Європейський Союз (Eurochart Hot 100 Singles) (Billboard/Music & Media) | 8       |
| Фінляндія (Suomen virallinen lista)                                     | 15      |
| Німеччина (GfK Entertainment Charts)                                    | 46      |
| Ірландія (IRMA)                                                         | 7       |
| Ізраїль (Media Forest)                                                  | 4       |
| Італія (FIMI)                                                           | 7       |
| Японія (Japan Hot 100)                                                  | 4       |
| Нідерланди (Dutch Top 40) (MegaCharts)                                  | 9       |
| Нідерланди (Single Top 100) (MegaCharts)                                | 3       |
| Норвегія (VG-lista)                                                     | 1       |
| Шотландія (Official Charts Company)                                     | 2       |
| Словаччина (Rádio Top 100) (IFPI)                                       | 51      |
| Швеція (Sverigetopplistan)                                              | 37      |
| Велика Британія (UK Singles Chart) (Official Charts Company)            | 2       |
| США (Billboard Hot 100)                                                 | 21      |
| США (Adult Alternative Songs) (Billboard)                               | 25      |
| США (Adult Contemporary) (Billboard)                                    | 23      |
| США (Adult Top 40) (Billboard)                                          | 16      |

## Сертифікація та продажі
| Країна                | Сертифікат (таблиця продажів та сертифікатів) | Продажі    |
| --------------------- | --------------------------------------------- | ---------- |
| Канада (Music Canada) | Платина                                       | +10,000    |
| Данія (IFPI)          | Золото                                        | +7,500     |
| Італія (FIMI)         | Золото                                        | +10,000    |
| Норвегія (VG-lista)   | Золото                                        | +5,000     |
| Велика Британія (BPI) | Платина                                       | +600,000   |
| США (RIAA)            | Платина                                       | +1,200,000 |